# Acronis
Acronis International GmbH, simplemente conocida como Acronis, es una empresa global de tecnología con sede corporativa en Schaffhausen, Suiza y sede global en Singapur. Acronis desarrolla software en las instalaciones y en la nube con una integración única de copia de seguridad, recuperación ante desastres, ciberseguridad y gestión de puntos finales. Acronis tiene 18 oficinas en todo el mundo. Sus centros de investigación y desarrollo, Acronis Labs, tienen su sede en Bulgaria, Estados Unidos y Singapur. Acronis tiene 54 centros de datos en la nube en todo el mundo, incluidos Estados Unidos, Francia, Singapur, Japón y Alemania.

## Historia
Acronis fue fundada por Serg Bell, Ilya Zubarev, Stanislav Protassov y Max Tsyplyaev en 2001 como una unidad de negocio independiente dentro de SWsoft. En 2003, Acronis fue escindida como una empresa separada. La empresa pasó de centrarse en la partición de discos y el software de carga de arranque a centrarse en el software de copia de seguridad y recuperación ante desastres basado en la tecnología de imágenes de disco.
En 2006, SWsoft se asoció con Acronis para revender Acronis True Image Server para el software de panel de control SWsoft Plesk 8.1. El software es independiente y funciona con otros paneles de control, lo que permite a los proveedores de servicios ofrecer capacidades de copia de seguridad y recuperación con paquetes de alojamiento dedicados.
En septiembre de 2012, Acronis adquirió GroupLogic, Inc., lo que permitió a Acronis integrar dispositivos móviles, incluyendo Apple, en entornos empresariales a través de la adquisición de software que formó Acronis Access Advanced. La adquisición amplió la protección de datos de Acronis en dispositivos móviles. GroupLogic obtuvo acceso a la base de clientes de Acronis.
En mayo de 2013, el cofundador y Director del Consejo, Serg Bell, regresó como director general después de trabajar en otras empresas. En diciembre de ese mismo año, Acronis anunció el lanzamiento de una ala oficial de investigación y desarrollo, Acronis Labs.
Acronis ganó el premio Producto del Año de la Movilidad en los Network Computing Awards en 2014. En 2014, Acronis adquirió BackupAgent, una compañía de copias de seguridad en la nube, y nScaled, una compañía de software de recuperación ante desastres.
El Programa de Socios Globales a través de Acronis se lanzó en marzo de 2015. El programa brinda a las empresas asociadas acceso a Acronis AnyData Engine. También en 2015, Acronis ganó el Premio a la Elección de los Lectores de ChannelPro al Mejor Proveedor de Copia de Seguridad y Recuperación ante Desastres. En julio de 2015, Acronis anunció una asociación con ProfitBrick para que Acronis Backup Cloud estuviera disponible para la plataforma de computación en la nube de ProfitBrick. En 2019, se anunció que Acronis patrocinaría el equipo de F1 ROKiT Williams y SportPesa Racing Point. Acronis fue el ganador del Premio Stevie de Oro en la categoría de Innovación en Desarrollo Tecnológico en los Premios Stevie de Asia-Pacífico 2019.
En 2019, la empresa adquirió 5nine Software, una empresa de gestión y seguridad en la nube. En 2020, la compañía adquirió DeviceLock, Proveedor de Prevención de Pérdidas de Datos de punto final. Los directores de Acronis (Steiner en 2019, Magdanurov en 2020) confirmaron sus planes para integrar las capacidades de ambas líneas de productos de software en el portal Acronis Cyber Cloud Solutions a lo largo del tiempo.
En julio de 2021, el fundador y director general, Serg Bell, renunció voluntariamente a su cargo y fue reemplazado por Patrick Pulvermueller, expresidente de GoDaddy. En octubre de 2021, Acronis se asoció con Addigy, proveedor de la plataforma de gestión de dispositivos Apple basada en la nube, para su última integración de Acronis Cyber Protect Cloud.

## Productos actuales

### Acronis Cyber Protect
Acronis Cyber Protect es un producto que integra la copia de seguridad, el antimalware avanzado y la gestión de protección de puntos finales en una única solución. Elimina la complejidad y los riesgos asociados con las soluciones no integradas. El producto aumenta la fiabilidad y disminuye el tiempo necesario para aprender, implementar y mantener las soluciones.

### Acronis Cyber Disaster Recovery
Acronis Cyber Disaster Recovery se basa en Acronis Cyber Backup y utiliza las tecnologías de Acronis Cyber Cloud. Protege cargas de trabajo críticas y recupera aplicaciones empresariales críticas. El producto proporciona una solución de copia de seguridad, almacenamiento y recuperación ante desastres todo en uno con protección proactiva contra ciberamenazas basada en IA. Permite a los generalistas de TI configurar el servidor de recuperación basado en la nube, incluida la configuración de red, las pruebas de conmutación por error y conmutación por recuperación.

### Acronis Cyber Files
Acronis Cyber Files es un producto que proporciona a TI un control completo sobre el contenido empresarial para garantizar la seguridad, mantener el cumplimiento y habilitar el Traer su Propio Dispositivo (BYOD, por sus siglas en inglés). Es una sincronización de archivos segura y una solución compartida. El producto está diseñado para que las organizaciones empresariales transformen los dispositivos móviles, incluido el BYOD, en una extensión natural del negocio. Los empleados pueden usar cualquier dispositivo para acceder, crear y editar contenido corporativo y compartir documentos de forma segura con otros empleados, clientes, socios y proveedores.

### Acronis Cyber Cloud Storage
Acronis Cyber Cloud Storage es una suscripción en la nube que convierte Acronis Cyber Backup en una copia de seguridad híbrida local o en la nube. Permite realizar fácilmente copias de seguridad de discos, particiones y archivos en el almacenamiento seguro de Acronis en un centro de datos remoto y recuperar rápidamente los archivos, carpetas, aplicaciones o un sistema completo seleccionados.

### Acronis Files Connect
Acronis Files Connect es un servidor AFP que se ejecuta en un servidor Windows y permite a los Mac conectarse a archivos compartidos y NAS a través de Apple Filing Protocol (AFP). Acronis Files Connect reduce los errores de protocolo SMB, los problemas de rendimiento y compatibilidad, la corrupción de archivos, los problemas de permisos, los accesos directos a Windows no funcionales y más. Con Acronis Files Connect, los Mac pueden conectarse a archivos compartidos a través de AFP o SMB y realizar búsquedas de nombres de archivos y contenido Spotlight utilizando una aplicación Mac o el buscador predeterminado.

### Acronis MassTransit
Acronis MassTransit es una solución de transferencia de archivos administrada para las industrias de publicidad, producción de películas, impresión, publicación y atención médica. El producto proporciona soporte FTP y SFTP, transferencias de archivos ad hoc, notificaciones y alertas, y soporte de navegador web para transferencias de archivos.

### Acronis VSS Doctor
Acronis Cyber Cloud es un producto que permite a los proveedores de servicios ofrecer protección cibernética mediante un método fácil y seguro. Con esta solución de Software como Servicio (SaaS, por sus siglas en inglés), los proveedores obtienen acceso a copias de seguridad híbridas en la nube, recuperación ante desastres, sincronización de archivos y servicios compartidos, protección contra ransomware basada en IA y notarización de archivos basada en cadena de bloques y servicios de firma electrónica, todo gestionado desde una sola consola. Acronis Cyber Cloud incluye una API RESTful que permite a los proveedores de servicios automatizar las tareas y aprovechar las integraciones preconstruidas.

### Acronis Cyber Protect Cloud
Acronis Cyber Protect Cloud combina una tecnología de copia de seguridad y recuperación ante desastres, antimalware mejorado con inteligencia de máquina y administración de protección de punto final en una solución. Proporciona capacidades de copia de seguridad, prevención, detección, respuesta, recuperación y forenses. La integración y automatización proporcionan facilidad a los proveedores de servicios.

### Acronis Cyber Protect Home Office( anteriormente Acronis True Image )
Acronis Cyber Protect Home Office es un software de copia de seguridad que utiliza la tecnología de copia de seguridad de imágenes de sistema completo. Integra copias de seguridad y ciberseguridad en una que protege el sistema del ransomware. Acronis Cyber Protect Home Office admite dispositivos Windows, macOS, Android e iOS.

## Patrocinios
Acronis auspicia a diferentes equipos como Williams Racing y NIO Formula E Team